# Горшков, Павел Илларионович
Павел Илларионович Горшков (22 июня 1922, Новое Грязное, Тамбовская губерния — 23 ноября 1994, Сосновка, Тамбовская область) — командир орудия 435-го истребительно-противотанкового артиллерийского полка (8-я отдельная истребительно-противотанковая артиллерийская бригада, 69-я армия, 1-й Белорусский фронт). Старшина, участник Великой Отечественной войны, кавалер ордена Славы трёх степеней.

## Биография
Родился 22 июня 1922 года в селе Новое Грязное (ныне Сосновского района Тамбовской области) в семье крестьянина. Русский. В 1935 году окончил 5 классов. Работал в колхозе.
В январе 1941 года был призван в Красную армию Сосновским райвоенкоматом. Участник Великой Отечественной войны с июля 1941 года.
Первый бой принял под городом Смоленск. Затем военно-десантное училище в городе Калач. Но стать десантником не вышло. Несостоявшихся десантников распределили в разные части. Так Павел стал артиллеристом. С июля 1941 по апрель 1943 года он воевал в составе 100-го артиллерийского полка 93-й стрелковой дивизии. Был направлен под Сталинград. Участвовал в битве за Сталинград, был дважды ранен. В апреле 1943 года, после госпиталя, был зачислен в 435-й истребительно-противотанковый артиллерийский полк 8-й отдельной истребительно-противотанковой артиллерийской бригады . В составе этой части прошёл до конца войны, был командиром орудия. Член ВКП(б)/КПСС с декабря 1944 года.
23 октября 1943 года в боях за город Мелитополь (Запорожская область, Украина) расчёт старшего сержанта Горшкова сопровождал стрелковую роту 550-го стрелкового полка 126-й стрелковой дивизии, обеспечивая ей бесперебойное продвижение. В результате были уничтожены 3 огневые точки, рассеяно и истреблено до взвода солдат противника. За этот бой получил первую боевую награду — медаль «За отвагу».
Летом 1944 года бригада вела бои в составе 1-го Белорусского фронта. 15 июля 1944 года в районе посёлка Турийск (Волынская область, Украина) старший сержант Горшков выполняя задачу по разведке путей подхода к огневым позициям противника и целей, был ранен в руку. После перевязке продолжил выполнение боевой задачи. Был представлен к награждению орденом Славы 3-й степени.
Приказом по войскам 1-го Белорусского фронта (№ 106) от 28 июля 1944 года старший сержант Горшков Павел Илларионович награждён орденом Славы 3-й степени.
В дальнейшем участвовал в Люблинско-Брестской операции, в боях за освобождение Польши, форсировании реки Висла и боях за удержание плацдарма на западном берегу.
20 августа 1944 года при прорыве обороны противника в целях расширения плацдарма расчёт старшего сержанта Горшкова действовал в боевых порядках пехоты. Выкатив орудие на прямую наводку, артиллеристы уничтожили 75-мм орудие противника. Когда был ранен наводчик, командир расчёта, будучи раненым, сам к орудию, продолжал вести огонь по огневым точкам врага, чем способствовал продвижению пехоты и танков. За этот бой награждён орденом Красной Звезды.
14 января 1945 года войска 1-го Белорусского фронта перешли в наступление в ходе Висло-Одерской операции. В этот день в районе населённого пункта Лавецко (23 км южнее города Демблин, Польша) старшина Горшков с бойцами огнём из орудия уничтожил пулемёт с расчётом. 25 января 1945 года на подступах к городу Познань (Польша) вывел из строя до взвода вражеской пехоты и пулемётную точку.
Приказом по войскам 1-го Белорусского фронта (№ 481) от 4 марта 1945 года старшина Горшков Павел Илларионович награждён орденом Славы 2-й степени.
17 апреля 1945 года в наступлении на город Лебус (7 км севернее города Франкфурт-на-Одере, Германия) старшина Горшков со своим расчётом огнём прямой наводкой разбил пушку, 2 пулемёта, разрушил 2 наблюдательных пункта и дзот. Был представлен к награждению орденом Славы 1-й степени.
В боях за город Берлин старшина Горшков получил ещё один боевой орден — Красной Звезды. С 28 апреля по 2 мая 1945 года при сопровождении стрелковых частей прямой наводкой из орудия уничтожил 3 пулемётные точки, 3 фаустных гнезда и до 20 гитлеровцев.
После Победы продолжал службу в той же бригаде. В бригаде организовалась школа младших командиров. Он стал старшиной двух её выпусков.
Указом Президиума Верховного Совета СССР от 15 мая 1946 года старшина Горшков Павел Илларионович награждён орденом Славы 1-й степени. Стал полным кавалером ордена Славы.
В октябре 1946 года был демобилизован. Вернулся на родину. Свыше четверти века он был бригадиром полеводческой бригады в колхозе. Успехи ветерана на мирной ниве отмечены медалью «За доблестный труд» (07.04.1970 г) и Золотой медалью Выставки достижений народного хозяйства за достигнутые успехи в развитии народного хозяйства СССР (25.07.1974 год).
Скончался 23 ноября 1994 года. Похоронен в Сосновке Сосновского района Тамбовской области на аллее Героев.

## Награды
- Орден Отечественной войны I степени (11.03.1985)[3]
- Орден Красной Звезды (31.8.1944)[4]
- Орден Красной Звезды (22.5.1945)[5]
- Орден Славы 1-й степени (15.5.1946)[6]
- Орден Славы 2-й степени (4.03.1945)[7]
- Орден Славы 3-й степени (28.7.1944)[8]
- Медаль «За отвагу» (7.06.1944)[9]
- Медаль «В ознаменование 100-летия со дня рождения Владимира Ильича Ленина» (6 апреля 1970)
- Медаль «За оборону Сталинграда» (1943)
- Медаль «За взятие Берлина» (1945)[10]
- Медаль «За освобождение Варшавы» (1945)[10]
- Медаль «За победу над Германией в Великой Отечественной войне 1941—1945 гг.» (9 мая 1945[11])
- Юбилейная медаль «Двадцать лет Победы в Великой Отечественной войне 1941—1945 гг.» (7 мая 1965[12])
- Юбилейная медаль «Тридцать лет Победы в Великой Отечественной войне 1941—1945 гг.»[13]
- Медаль «Ветеран труда»
- Юбилейная медаль «50 лет Вооружённых Сил СССР» (26 декабря 1967[14])
- Юбилейная медаль «60 лет Вооружённых Сил СССР» (28 января 1978[15])
- Знак «25 лет победы в Великой Отечественной войне» (1970)
- Золотая медаль ВДНХ за достигнутые успехи в развитии народного хозяйства СССР (25.07.1974)

## Память
- На могиле Героя установлен надгробный памятник
- В районном центре Сосновка на аллее Героев установлен памятник.
- Его имя высечено на камне у Вечного Огня в городе Тамбов.